# Thaas
Thaas è un comune francese di 108 abitanti situato nel dipartimento della Marna del Grand Est.

## Società

### Evoluzione demografica
Abitanti censiti